# 76 mm armata dywizyjna wz. 1902/30 (F-10)

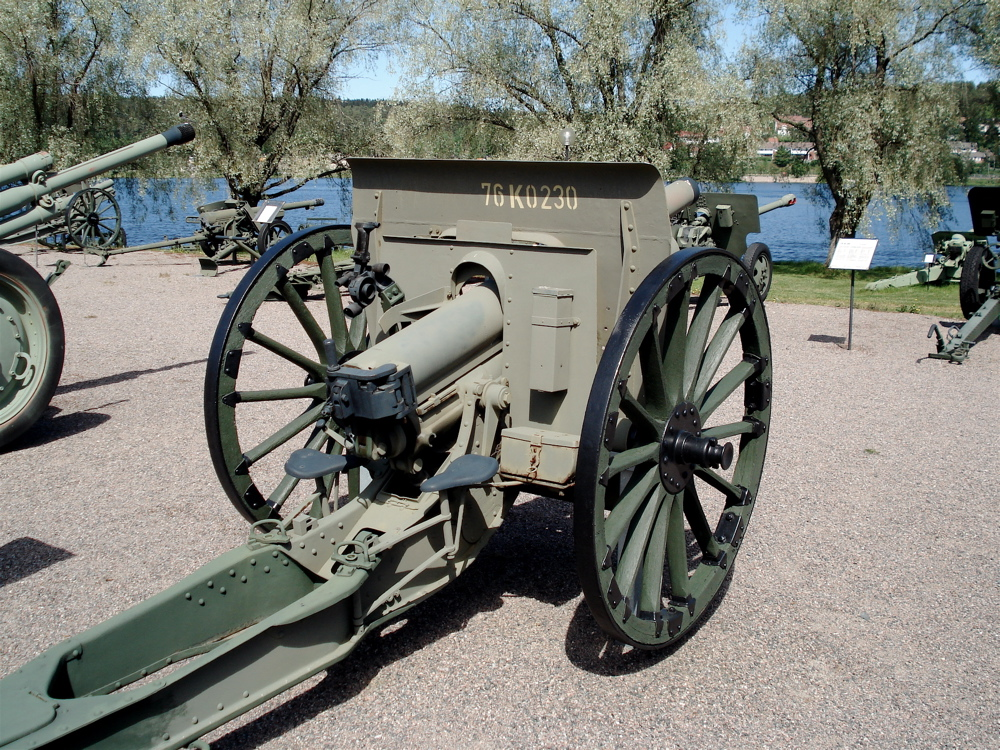
Armata wz. 1902/30 L/30, widoczny otwór w ogonie łoża

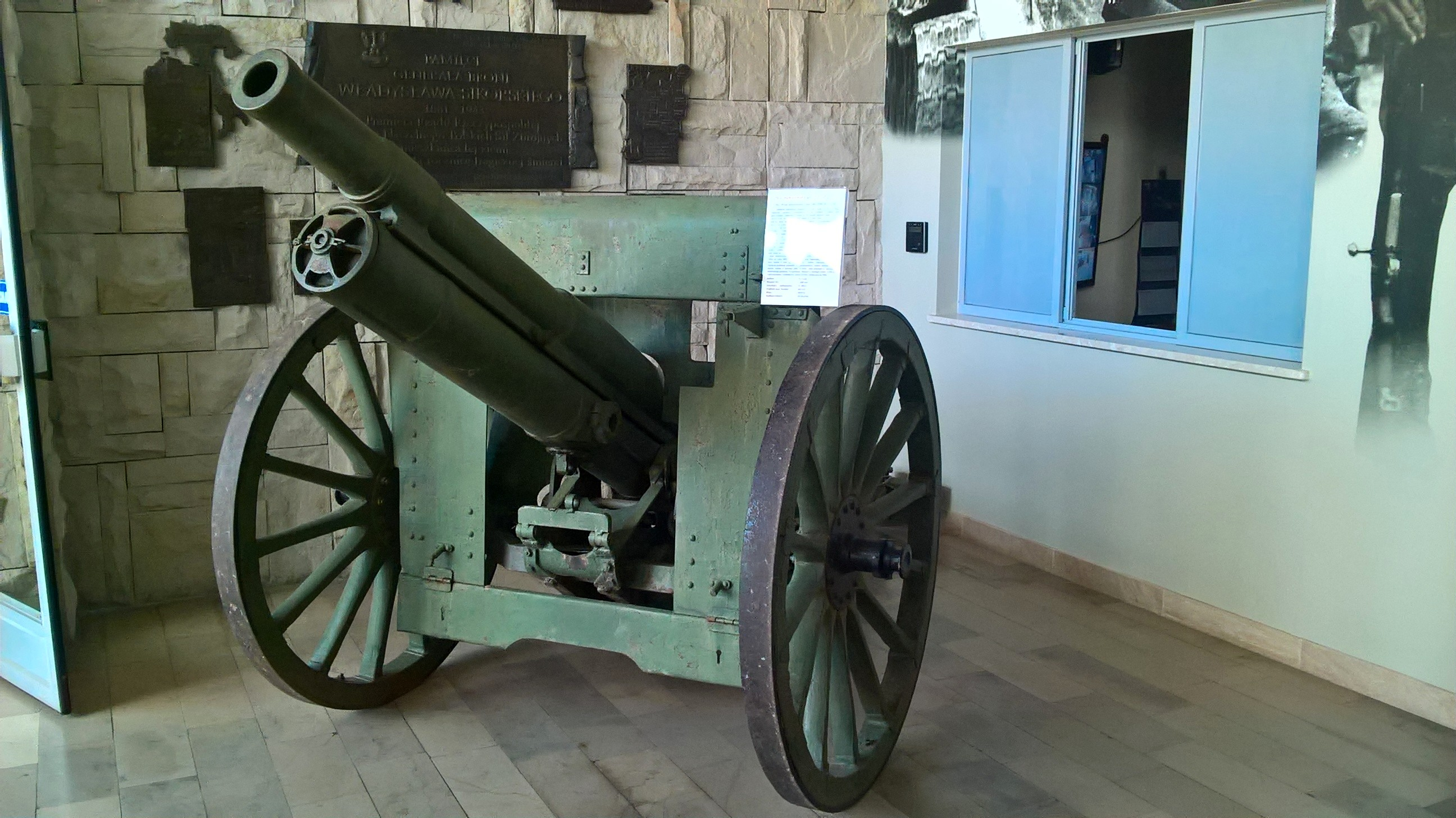
Armata wz. 1902/30 eksponowana w Muzeum Wojsk Lądowych w Bydgoszczy.

76,2 mm armata dywizyjna wz. 1902/30 (F-10) (ros. 76-мм дивизионная пушка обр. 1902/30 г., Ф-10) – radziecka armata polowa, modyfikacja 76,2 mm armaty wz. 1902.

## Historia
W połowie lat 20. naczelne dowództwo Armii Czerwonej zainteresowane było unowocześnieniem swojego sprzętu artyleryjskiego. Za priorytet uznano zwiększenie donośności. Okazało się to trudne ponieważ Michaił Tuchaczewski, który był wiceministrem obrony, oraz wiceminister przemysłu ciężkiego I. Pawlunowski naciskali, aby zwiększenie donośności osiągnąć dzięki modyfikacji używanej już armaty wz. 1902.
Pomiędzy 1927 a 1929 rokiem przebadano ponad 20 prototypów, ale żaden z nich nie spełnił wymagań. Dopiero w 1929 roku, wraz z opracowanym przez GAU (Główny Zarząd Artylerii – Gławnoje Artillerijskoje Uprawlenije) programu rozwoju artylerii na lata 1929–1932, wybrano spośród wcześniej testowanych najbardziej obiecujące konstrukcje opracowane w biurach konstrukcyjnych: Fabryki Nr 7 „Arsenał”, Fabryki Motowilicheńskiej w Permie i Trestu Uzbrojenia (OAT). Najbardziej udana z nich okazała się armata opracowana przez inż. W. N. Sidorenkę z fabryki permeńskiej.
Polepszenie właściwości armaty uzyskano dzięki zwiększeniu ładunku miotającego i dopracowaniu balistyki pocisków. Ta sama amunicja została użyta do 76,2 mm armat pułkowych wz. 1927. Zwiększono również maksymalny kąt podniesienia dzięki otworowi w ogonie działa. Stwierdzono również, że dalsze zwiększanie podniesienia lufy powoduje tylko niewielki wzrost zasięgu przy jednoczesnym ogromnym spadku celności. Podobne skutki przyniosło wydłużenie lufy z 30 do 40, a nawet 50 kalibrów. Wzrost zasięgu odbywał się za cenę wzrostu masy i znacznego pogorszenia mobilności. Wprawdzie broń z lufą 50 kalibrową przy kącie podniesienia 45° za pomocą wzmocnionej amunicji osiągała aż 14 000 m donośności, ale nie dość, że celność była niska to jeszcze siła wybuchu 75 mm pocisku była na tyle niska, że praktycznie niemożliwe było korygowanie ognia na podstawie obserwacji wybuchów. Ostatecznie poprzestano na lufach o długości 30 i 40 kalibrów. W fabryce Nr 92 armacie tej nadano wewnętrzne oznaczenie F-10. Zmodernizowana armata została przyjęta do uzbrojenia w 1931 roku.
Do końca 1931 roku zmodernizowano w ten sposób 740 armat wz. 02, a do końca 1937 roku zamierzano zmodernizować wszystkie pozostałe armaty wz. 02. Prawdopodobnie nie zrealizowano tych planów ponieważ Finowie zdobyli jeszcze pięć armat wz. 02 w czasie wojny zimowej. W ramach owej modernizacji w 76,2 mm armacie wz. 02/30, ale również w 107 mm armacie wz. 1910/30, 122 haubicy wz. 1910/30 i 152 mm haubicy wz. 1909/30 ujednolicono celowniki z kątomierzem panoramicznym. Armaty wz. 1902/30 były przydzielane jednostkom dział pułkowych (wersja z lufa 30 kalibrów) i dywizyjnych (wersja L/40)
Zmodernizowane armaty wz. 1902/30 zostały użyte bojowo podczas wojny zimowej. Wojska fińskie zdobyły wówczas 32 armaty wz. 1902/30 które otrzymały fińskie oznaczenie 76 K/02-30 (wszystkie miały lufy długości 30 kalibrów). Pewna liczba armat wz. 1902/30 została również użyta podczas wojny kontynuacyjnej. Podczas niej Finowie zdobyli jeszcze 93 dział 76,2 mm wz.1902/30. Wśród dział zdobytych w tej wojnie było również 10 z lufą L/40. Otrzymały one oznaczenie: 76 K/02-30/40.
W czerwcu 1941 roku Armia Czerwona miała 2066 armat wz. 1902/30 z lufa długości L/30 i 2411 armat z lufa L/40. W zachodnich okręgach wojskowych znajdowało się 118 pierwszych i 1164 drugich. Po napaści III Rzeszy na ZSRR zdobyte armaty wz. 02/30 zostały w Niemczech wprowadzone do uzbrojenia jako 7.62 cm FK 295/1(r). Wersja armaty z lufą L/40 została oznaczona 7.62 cm FK 291/2(r). 54 armaty tego typu zostały odsprzedane Finlandii. Zdobyczne radzieckie armaty posłużyły Niemcom także do uzbrajania pociągów pancernych. W armaty te zostały uzbrojone niemieckie pociągi pancerne typu BP-42 oraz WR 550 D14 (Panzertriebwagen 16).

### Amunicja
| Dostępna amunicja                        |           |             |                         |                             |                                |              |
| Rodzaj                                   | Nabój     | Pocisk      | Masa pocisku/naboju, kg | Masa ładunku wybuchowego, g | Prędkość wylotowa pocisku, m/s | Donośność, m |
| Naboje radzieckie                        |           |             |                         |                             |                                |              |
| odłamkowo-burzący                        | UOF-353M  | OF-350M     | ??                      | ??                          | ??                             | ??           |
| odłamkowo-burzący                        | UOF-353   | OF-354      | ??                      | ??                          | ??                             | ??           |
| burzący                                  | UF-353    | F-354       | ??                      | ??                          | ??                             | ??           |
| burzący                                  | UF-353F   | F-354F      | ??                      | ??                          | ??                             | ??           |
| odłamkowy                                | UO-353AM  | O-350A      | ??                      | ??                          | ??                             | ??           |
| przeciwpancerny                          | UBR-350A  | BR-350A     | 6,4/?? kg               | ??                          | 655 m/s                        | ??           |
| przeciwpancerny                          | UBR-350B  | BR-350B     | 6,4/?? kg               | ??                          | 655 m/s                        | ??           |
| przeciwpancerny                          | UBR-353SP | BR-350SP    | 6,5/?? kg               | ??                          | ??                             | ??           |
| przeciwpancerny podkalibrowy             | UBR-353A  | BR-353A     | ??                      | ??                          | ??                             | ??           |
| przeciwpancerny podkalibrowy             | UBR-354M  | BR-350M     | 3,94/?? kg              | ??                          | ??                             | ??           |
| przeciwpancerny kumulacyjny              | UBP-354M  | BP-350M     | 5,28/5,47 kg            | ??                          | ??                             | ??           |
| przeciwpancerny kumulacyjny              | UBP-354A  | BP-350A     | ??/5,47 kg              | ??                          | ??                             | ??           |
| szrapnel                                 | USz-353   | Sz-354      | ??                      | ??                          | ??                             | ??           |
| szrapnel                                 | USz-353T  | Sz-354      | ??                      | ??                          | ??                             | ??           |
| chemiczny                                | UOH-353M  | OH-350      | ??                      | ??                          | ??                             | ??           |
| Naboje niemieckie                        |           |             |                         |                             |                                |              |
| przeciwpancerny kumulacyjny              | ??        | Gr. 38 H1/B | 4,8/?? kg               | ??                          | 400 m/s                        | ??           |
| przeciwpancerny kumulacyjny ze smugaczem | ??        | Gr. 38 H1/C | 4,8/??                  | ??                          | 400 m/s                        | ??           |

### Przebijalność pancerza
| Przebijalność pancerza |                             |                             |
| Pocisk BR-350A         |                             |                             |
| Odległość, m           | Pochylenie pancerza 60°, mm | Pochylenie pancerza 90°, mm |
| 100                    | 65                          | 80                          |
| 500                    | 59                          | 73                          |
| 1000                   | 51                          | 64                          |
| 1500                   | 43                          | 55                          |
| 2000                   | 39                          | 48                          |